# إسلام براتشاراك (مجلة)
مجلة إسلام براتشاراك كانت مجلة بنغالية شهرية تاريخية تأسست في أواخر القرن التاسع عشر.

## التاريخ
تأسست إسلام براتشاراك في أيلول 1891. حررها محمد رياض الدين أحمد. هدفت المجلة إلى الترويج للأدب والثقافة والتاريخ الإسلامي. وشجعت المسلمين البنغاليين على التوقف عن الخرافات الدينية. نشرت المجلة آيات مترجمة من القرآن الكريم ومحتوى ديني إسلامي آخر. توقفت المجلة عن الصدور في عام 1893، لكنها استأنفت الصدور في عام 1899. أُغلقَت المجلة بشكل دائم في نيسان 1900 م. دعمت المجلة الإمبراطورية العثمانية وكتبت أن الإمبراطورية الروسية كانت تشجع المسيحيين على التمرد ضد الإمبراطورية العثمانية. كانت المجلة محافظة ودعمت تقسيم البنغال.